# Marcopolo III
Marcopolo III e Marcopolo III SE foram uma linha de carrocerias de ônibus rodoviários produzidos e apropriados para médias e longas distâncias, fabricada pela empresa gaúcha Marcopolo.
O III foi produzido entre 1974 e 1985 em diferentes versões. Já o III SE (ou Seletivo) foi lançado no final de 1977. O III e III SE foram as primeiras carrocerias de rodoviários da Marcopolo a receber os novos chassis Volvo B58 em 1981 e Scania serie 2 (112) dois anos depois, ambos com a nova legislação de estrutura de comprimento máximo de 13,2 metros.
Há indícios de que os modelos artesanais Tribus II e Superbus II, lançados pela Viação Itapemirim no final de 1984, tenham sido inspirados no design do Marcopolo III.

## Histórico
O Marcopolo III foi lançado em dezembro de 1974 (como modelo 1975) em diferentes versões, tendo poucas reformulações ao longo do tempo em que esteve produzido nos anos 70 e 80 e sobre vários chassis de motor traseiro, dianteiro, avançado ou central: principalmente Mercedes-Benz, Volvo e Scania, sempre com comprimento de no máximo 13,5 metros.
O modelo urbano Haragano, da Nimbus, foi reciclado e relançado pela Marcopolo no final de 1977 com os nomes Sanremo (urbano) e Marcopolo III SE (rodoviário), o primeiro deles se constituindo em mais um sucesso da empresa e o segundo para substituir o modelo II (apelidado de Camelinho). No mesmo ano a Marcopolo apresentava dois dos primeiros articulados rodoviários brasileiros, os modelos III e III SE com motor dianteiro de eixo avançado e central. Ambos não foram aprovados e ficaram apenas quatro anos em produção.
Em 1981, houve recessão econômica, o que fez com que a produção começasse a diminuir. Nesse mesmo ano saem as primeiras carrocerias com a nova legislação de comprimento máximo de 13,2 metros (antes era cerca de 12 metros).
Em março de 1983, com o slogan de lançamento Sistema Tecnológico de Transportes, a Marcopolo lançou novas carroçarias de ônibus para o segmento rodoviário. É lançado assim os sucessores da GIII que inclui os modelos Viaggio e Paradiso. Apesar de as vendas serem finalizadas para o mercado nacional até o fim de 1983 (nesse mesmo ano sairia ainda carrocerias que receberam o novo chassi Scania série 112, lançado em maio do mesmo ano, além do Volvo B58 lançado recentemente), o III e o III SE ainda seguiriam em produção por mais um curto período de tempo até saírem em definitivo de produção em 1985 (juntamente com o modelo San Remo), no caso unidades destinadas para exportação.

## Modelos fabricados
A linha III teve alguns modelos lançados ao longo de sua existência.
- III (1974 - 1985) [entre 1984 e 1985 destinado para exportação]
- III Articulado (1977 - 1981)
- III SE (1977 - 1985) [entre 1984 e 1985 destinado para exportação]
- III SE Articulado (1977 - 1981)